# Nagybacon

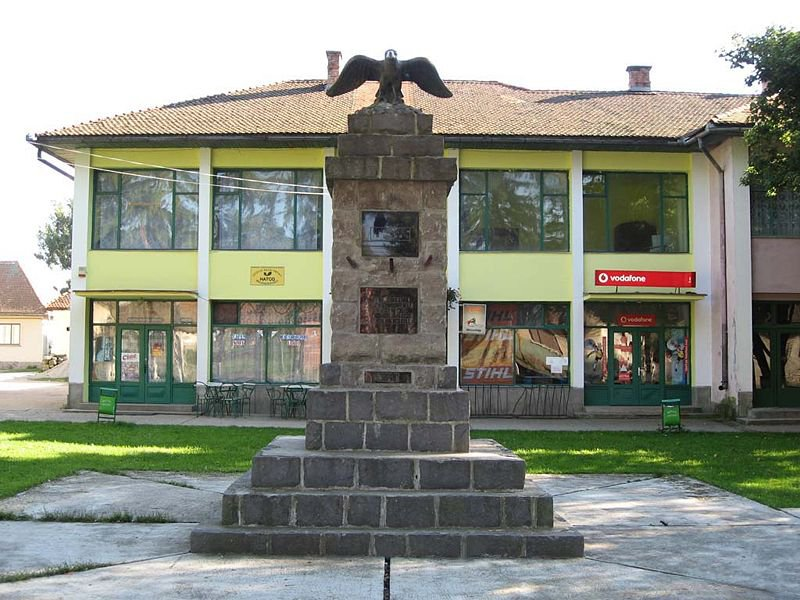
Millecentenáriumi emlékmű

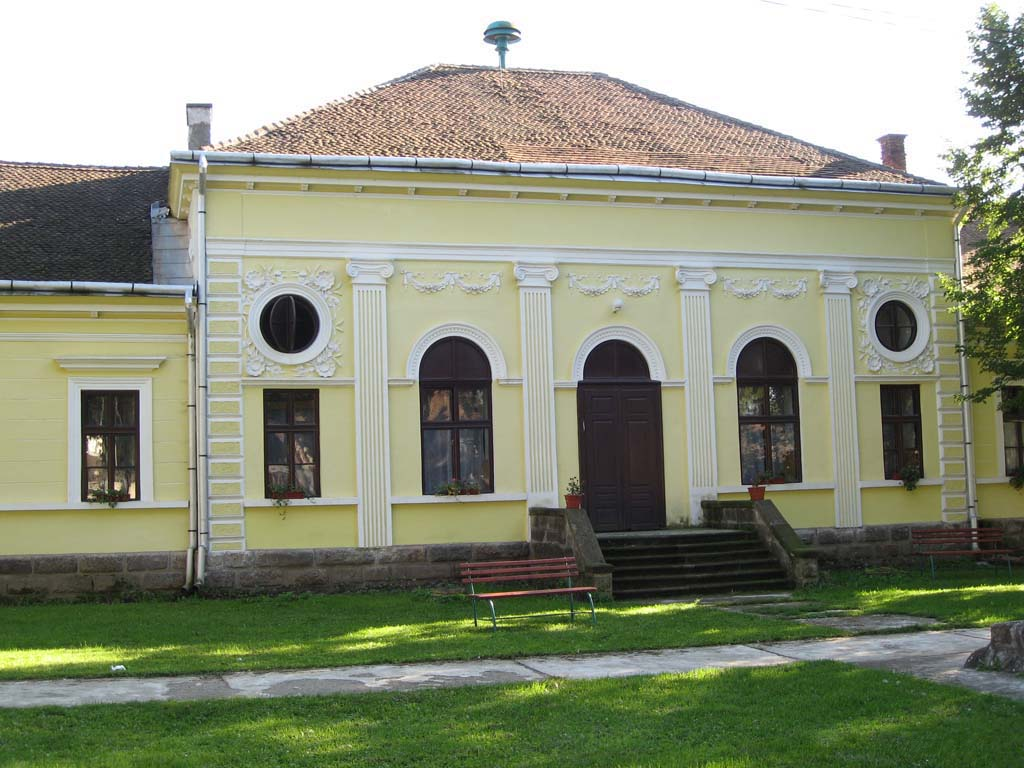
Kultúrotthon

Nagybacon (románul Bățanii Mari) falu Romániában Kovászna megyében.

## Fekvése
Sepsiszentgyörgytől 27 km-re északnyugatra a Barót-patak két partján fekszik. A falut körülvevő dombok és erdők gyönyörűek, a patakok a faluig kristálytiszták.

## Története
1334-ben Bachan néven említik először. A hagyomány szerint a falu eredetileg az Uzonka-patak melletti Faluhely nevű részen feküdt, a közeli Csókás-dombon még templomának helye is ismert. A falu két részből, a Barót-patak déli partján fekvő és Háromszékhez tartozott Csinód, vagy Sepsibaconból és a patak északi partján fekvő és Udvarhelyszékhez tartozott Telegdibaconból egyesült 1877-ben. 1843-ban Sepsibacont nagy tűzvész pusztította. 1910-ben 2172 lakosából 2144 magyar, 24 román és 4 német volt. A trianoni békeszerződésig Háromszék vármegye Miklósvári járásához tartozott. 1992-ben 1863 lakosából 1757 magyar, 69 román, 34 cigány, 3 német volt. Nevezetes családai között volt a Keresztes család (nagybaconi).

## Látnivalók
- A Kisbacon felé eső dombháton álló református temploma eredetileg 1141-ben épült, a 14. század során gótikus stílusban átalakították, 1798-ban bővítették. Mai alakját az 1835. évi nagyobbítás után nyerte el. Tornya középkori eredetű, rajta 1679-es évszám látható, felső részét 1863-ban építették. A legenda szerint Kis- és Nagybacon közösen akart templomot építeni, de nem tudták eldönteni, hogy hova kerüljön, mert mindkét falu magáénak szerette volna. Hosszas tanakodás után arra a következtetésre jutottak, hogy adnak egymásnak vendégségbe egy-egy kutyát, majd egy hét múlva szabadon engedik őket és ahol a két kutya találkozik, oda építik a templomot. Igen ám, de míg a nagybaconiak jól tartották az ebet, a kisbaconiak nem adtak neki rendesen enni, ezért a nagybaconi kutya jobban sietett haza. Így esett, hogy a két kutya a domb Nagybaconhoz közelebb eső oldalán találkozott és ezért van a templom Nagybaconhoz közelebb.
- Ortodox temploma 1900-ban épült.
- Református kultúrházát 1927-ben Kós Károly tervezte.
- A polgármesteri hivatal előtti parkban láthatóak a két világháború hőseinek és a magyar honfoglalás millecentenáriumának emlékművei.
- A határában levő Kincses-barlang nevét a homokkőben található csillogó piritnek köszönheti.
- Határában több helyen is borvíz tör fel

## Híres emberek
- Itt született 1679-ben Baconi Incze Máté a bölcsészet és a keleti nyelvek tanára.
- Itt született 1727-ben Keresztes Máté, erdélyi református püspök (1794-1795).
- Itt született 1762-ben Incze Mihály orvos, tanár, szakíró.
- Itt született 1883-ban Nagy Elek író, református lelkész.
- Itt született 1887-ben dr. Konsza Samu etnográfus, tanár, sírja a református templom mellett van.
- Itt született 1917-ben Keresztes László mezőgazdasági szakoktató és szakíró
- Itt született 1948-ban Szakács Nagy Magdolna agrármérnök, mezőgazdasági szakíró.
- Innen származik vitéz lófő nagybaconi Nagy Vilmos tábornok, honvédelmi miniszter családja.
- Itt született és itt lett eltemetve Bardocz Barna ötvösművész (1946-2008).

## Gazdasága
Az emberek nagyrészt mezőgazdaságból élnek, emellett több cserép- és téglagyártó kisüzem található, amiben a határban található gazdag erdőkből kitermelt fát használják fel.
Több vállalkozás a különböző minőségű fák kitermelésére szakosodott.

## Beosztott települések
- Nagybacon (Bățanii Mari) – Községközpont
- Szárazajta (Aita Seacă)
- Kisbacon (Bățanii Mici)
- Magyarhermány (Herculian)
- Uzonkafürdő (Ozunca Băi)

## Testvértelepülések
- Okány, Magyarország, Békés vármegye, Sarkadi kistérség;
- Kéménd, Szlovákia, Nyitrai kerület, Érsekújvári járás;
- Pusztacsalád, Győr-Moson-Sopron vármegye